# Cerkev sv. Pantelejmona, Gorno Nerezi
Cerkev svetega Pantelejmona (makedonsko Црква Свети Пантелеjмон, latinizirano: Crkva Sveti Pantelejmon) v vasi Gorno Nerezi, občina Karpoš, del Skopja v Severni Makedoniji, je majhna bizantinska cerkev iz 12. stoletja, ki je del samostanskega kompleksa. Cerkev in samostan sta posvečena sv. Pantelejmonu, zavetniku zdravnikov, mučencu iz Nikomedije v Bitiniji iz časaDioklecijanovega preganjanja kristjanov leta 305. 
Cerkev je zgradil bizantinski princ Aleksej Angel, sin Konstantina Angela in Teodore, hčerke bizantinskega cesarja Alekseja I. Komnena (1081 - 1118). O gradnji cerkve leta 1164 priča napis na marmorni prekladi vrat med narteksom in ladjo cerkve, ki se glasi:
»Ta tempelj svetega in slavnega velikega mučenika Pantelejmona je bil polepšan s sredstvi gospoda Alekseja Komnena, sina deviške dame Teodore, v mesecu septembru indikta 13 leta 6673 (=1164), v času opata meniha Ioanikija«
Cerkev ima križni tloris s kupolo nad središčem, tri apside in pravokoten narteks. Po svojih dimenzijah sodi v med manjše cerkve. Za gradnjo cerkve so uporabili navaden lomljenec, pridobljen iz okolice samostana in opeko, ki so jo z velikim mojstrstvom spremenili v barvne površine, ki poudarjajo vtis, da je stavba zrasla iz ene monolitne stene. Zgornji del se zaključuje z večjo osmerokotno in štirimi manjšimi štiristranimi kupolami. Okoliški samostanski kompleks je ograjen z obzidjem.
Freske v cerkvi so znameniti primeri bizantinske umetnosti iz obdobja Komnenov, ki prikazujejo prizore iz Jezusovega trpljenja in različne hagiografske ilustracije. Podobne kompozicije se pojavljajo v samostanu Latomou v Solunu. 
Cerkev je v 16. stoletju poškodoval potres. Kakšno je bilo staro samostansko bivališče in koliko je trpelo, ni znano, zagotovo pa je znano, da je cerkev izgubila osrednjo kupolo, v kateri je bil domnevno naslikan Jezus Kristus Hranitelj s podobami prerokov. ob straneh osem oken. Poškodovanih je bilo tudi nekaj obokov, v katerih so bile naslikane kompozicije, ki so ponazarjale velike praznike.
V obnovi, ki je sledila, so bile nekatere freske v zgornjem srednjem predelu preslikane. Slikarji so pri nastajanju nove slike poskušali ohraniti vsak kvadratni centimeter stare, svojo risbo in kompozicijo uskladili s fragmentarno ohranjenimi figurami stare slike. Ta prizadevanja še posebej ponazarja kompozicija Obhajilo apostolov, naslikana v prostoru apside, kjer se pod nekaterimi na novo naslikanimi svetniki nahajajo deli teles svetnikov, ki so bili naslikani v okviru stare poslikave.
Prvotni marmorni ikonostas je preživel potres, izgubil pa je dekorativno plastiko.
Pri drugem poskusu restavriranja leta 1885 je bil večji del fresk v naosu precej neustrezno poslikan. Med čiščenjem leta 1926 so obnovili večino originalnih fresk iz 12. stoletja.

## Poslikave
Nad podstavkom, ki posnema raznobarvne marmorne plošče, so v prvem pasu naslikane celopostavne figure svetnikov - svojevrstna galerija likov z maksimalno diferencirano fizionomijo. V oltarnem prostoru, na stebrih in na stenah cerkve so naslikane dopasne upodobitve svetnikov v medaljonih, med katerimi s svojo lepo barvo in neprekosljivo ekspresivnostjo izstopata lika svetih Kuzmana in sv. Damijan.
V vzhodnem delu cerkve je na sprednji strani v posebnih, mizarsko obdelanih štukaturnih okvirjih, okrašenih z ornamentom pletene vinske trte, širokih listov in stiliziranih pavov, na eni strani naslikan zavetnik cerkve sv. Pantelejmon, na drugi pa sv. Mati Božja z malim Kristusom v naročju. Sv. Pantelejmon je predstavljen kot visok, nežen in plemenit mladenič, ki v desni roki drži skalpel, v levi pa škatlico z zdravili. Te figure s svojimi štukaturnimi okvirji tvorijo celoto s kamnitim ikonostasom, od katerega so ostale do danes: arhitrav, steber s kapitelom in del parapetne plošče.
Poslikava v cerkvi je delo več rok, predvsem pa rok obeh glavnih mojstrov. Med seboj se ne razlikujejo toliko po risbi kot po barvi. C. Lazarev meni, da je poslikavo delalo več mojstrov (štirje ali pet) in da je bil glavni mojster poklicni mojster, ki je prišel iz Konstantinopla. Njegova roka je poslikala najpomembnejše in osvetljene dele cerkve, k temu delu pa sodijo najpomembnejše doslej ohranjene kompozicije: Srečanje, Spremenjenje, Lazarjevo vstajenje, Rojstvo sv. Matete Božje, Predstavitev sv. Marije v templju, Vstop v Jeruzalem, Snemanje s križa in Objokovanje Jezusa. Drugi slikar, po mnenju Lazarjeva najbližji pomočnik glavnega mojstra, ki je delal na kompoziciji Evharistije (obhajilo apostolov) in nekaterih figur svetih bojevnikov, dela manj samozavestno in slika z nekoliko več razredčene barve. Tema glavnima mojstroma sta pomagala dva ali trije učenci, katerih roke prepoznamo na poslikavah v narteksu in stranskih prostorih. Mojstrovini sta kompoziciji Objokovanje Jezusa in Snemanje s križa.
Barvitost, dramatična kompozicija in čistost izraza, prikazana na freskah, so izjemni primeri bizantinskega srednjeveškega monumentalnega slikarstva v poznejšem 12. stoletju.
Štukaturni okras cerkve je upodobljen na sprednji strani makedonskega bankovca za 50 denarjev, izdanega leta 1996.

## Izvor renesanse
Kompozicija Objokovanje Jezusa je znana tema, ki jo najdemo v skoraj vseh cerkvah, poslikanih pred in po poslikavi nerške cerkve. Vendar se ta v Nerezah razlikuje od vseh, ne toliko po ikonografskih posebnostih, temveč po nekaterih elementih, ki se izkazujejo kot dostojanstvo neznanega slikarja iz Nerez. Najprej je to poudarjeno poudarjanje notranjih čustev upodobljenih oseb. Devica je upodobljena kot mati, ki joka nad mrtvim sinom. Na njenem obrazu je boleč izraz globoke bolečine, njen pogled pa je uprt v obraz mrtvega sina, ki ga drži v dramatičnem objemu.
Po mnenju Andrewa Graham-Dixona, britanskega umetnostnega zgodovinarja in pisatelja, so te freske s svojo »... fizično, električno prisotnostjo ...«  dokaz, da je bizantinska umetnost imela več kot formalnost in nezemeljskost njenih mozaikov in tradicijo ikon. Graham-Dixon v svoji knjigi postavlja pod vprašaj Vasarijevo prepričanje iz 16. stoletja, da je Giotto di Bondone dokončno odvrnil fresko od primitivnega vpliva Bizanca. Freske v svetem Pantelejmonu v Nerezih se ne vidijo kot statične, imele so sposobnost, da se spremenijo v nekaj bolj očitno človeškega in realističnega, kar je pred približno 150 leti predvidevalo poudarek Zahoda pri upodabljanju Jezusa kot človeka iz mesa in krvi. Freska Objokovanje Kristusa je opisana kot spoj življenja in smrti v eni sami podobi, ko Marija ganljivo žaluje za Jezusom in ga stiska med svojimi nogami. Graham-Dixon spominja, da so te freske iz 1160-ih pred Giottovimi podobnimi čustvenimi freskami iz kapele Scrovegni v Padovi, okrog leta 1305. Zaključi: »...bizantinski vzhod je igral veliko pomembnejšo oblikovalno vlogo pri razvoju renesančne umetnosti, kot je bil Vasari pripravljen priznati.«